# ブレイ・リーブハウスキー反応
ブレイ・リーブハウスキー反応とは、1921年にウィリアム・C・ブレイによって発表された、最初に発見された均質な混合溶液中でおこる時計反応である。ブレイはヨウ素酸中でアニオンとして働くヨウ素酸イオンが過酸化水素が酸素や水に変化する触媒となることについて調査していた。その時ヨウ素イオンのモル濃度が振動し、それに伴って酸素濃度がより大きく振動することを発見した。
溶液の温度が上昇すると反応サイクルの時間の幅は小さくなる。この振動反応は非ラジカル段階でのフリーラジカルによって成り立っていることは、ブレイの弟子であるハーマン・A・リーブハウスキーによって発見された。そのため、この反応はブレイ・リーブハウスキー反応と呼ばれている。この間、多くの化学者たちがこの事象を否定し、振動反応は不均質で、純粋でない溶液中のみで起こると説明しようとした。
この反応の要は過酸化水素がヨウ素をヨウ素酸イオンに酸化する酸化還元電位を持っていることである。
5 H2O2 + I2 → 2 IO3- + 2 H+ + 4 H2O
次の反応でヨウ素酸イオンはヨウ素に還元される。
5 H2O2 + 2 IO3- + 2 H+ → I2 + 5 O2 + 6 H2O
これら2つの反応系が振動している間に、ヨウ化物イオンの濃度と酸素の生成量が急上昇し、結果として次の反応式にまとめられる。
2 H2O2 → 2 H2O + O2
これらの反応には触媒とヨウ素酸イオンが必要である。